# Plast (musikalbum)
Plast är den svenska hiphopgruppen Just D:s femte album. Det utgavs våren 1995.
För första gången hade bandet valt en annan musikproducent än Bomkrash eller sig själva: Kaj Erixon. Resultatet blev ett mer moget och genomarbetat album.
Åter hade medlemmarna bytt artistnamn och kallade sig rätt och slätt "Wille", "Pedda" och "Gurra".
Senare under våren hotade Christer Sandelins förlag att stämma gruppen för ett olovligt lån ur Sandelins låt Det hon vill ha till Hubbabubba. Det hela gjordes senare upp i godo.
För albumet fick de även en Grammis i kategorin "Årets album" 1995. 

## Texter
Ett löst sammanhållet tema för albumet är rädslan för att bli galen. Framför allt märks det i Tvångstankar, men även i D man inte vet och Bogeymannen. I övrigt ser man gamla bekanta Just D-motiv i texterna: Att njuta av livet (Sköna skor), underdog-perspektiv (Din boss) och självgodhet (Vi vinner - ni stinker som tillägnades dåvarande Alvik Basket - numera 08 Stockholm). 
| ”                                      | ..likaså fyller resten av singlarna mer än väl sitt syfte, men kusligt ekar vissa textrader i den vemodiga titellåten som snarare tycks rikta sej till gruppen som enhet än till en förälskelse: det blev in i en bergvägg vi kunde inte väja men även om det sprack så kan jag bara säja det var värt det... | „ |
| – Wille Crafoord, på hemsidan om Plast | |   |

## Omslaget
Omslaget designades av F+/Orbit/JustD och är i jämförelse med de tidigare albumen ljus, ren och för sin tid modern. Framsidan visar en stor samling plastfigurer med gruppen i centrum. Dessa plastdockor kunde också beställas från skivbolaget. Texterna i häftet illustreras av mangateckningar.

## Mottagandet
Av många Just D-fans ansågs Plast som lite av en besvikelse: Texterna var fortfarande skickligt skrivna, men något djup tycktes saknas, och samplingarna hade inte längre samma charm och fick ofta gå åt sidan till förmån för synthljud.
Tidskriften pop gav albumet betyget 8/10 och tyckte att "Just D har verkligen lyckats göra en CD som håller både som hip hop-platta och klassisk svensk grammofonunderhållning".
Dagens Nyheter skrev "[...] Men under den plastiga ytan ligger ändå ett slags ärlighet i tilltalet som man annars inte stöter på särskilt ofta".

## Låtförteckning
1. Sköna skor
2. 87–87
3. Din boss
4. Hubbabubba
5. Vi vinner - ni stinker
6. Bogeymannen
7. Tre gringos
8. Inte kul att va ful
9. D man inte vet
10. Tvångstankar
11. Plast

## Samplingar

### 87-87
- Refräng: Christer Sandelin och Johan Kinde [6]

### Hubbabubba
- Break: Christer Sandelin Det hon vill ha, Luften darrar, 1989[6]

## Listplaceringar
| Lista (1995) | Topplacering |
| ------------ | ------------ |
| Sverige      | 3            |